# Pulau Liang
Pulau Liang är en ö i Indonesien.   Den ligger i provinsen Nusa Tenggara Barat, i den sydvästra delen av landet, 1 200 km öster om huvudstaden Jakarta. Arean är 23,9 kvadratkilometer.
Terrängen på Pulau Liang är lite kuperad. Öns högsta punkt är 294 meter över havet. Den sträcker sig 9,4 kilometer i nord-sydlig riktning, och 4,7 kilometer i öst-västlig riktning.